# Кяхтинський краєзнавчий музей
Кяхтинський краєзнавчий музей імені академіка В. П. Обручева — краєзнавчий музей, розташований в місті Кяхта, Республіка Бурятія.
Найстаріший з нині існуючих музеїв в республіці. Розташовується в колишній будівлі дореволюційного міського училища по вулиці Леніна, 49.

## Історія

### XIX століття
Музей засновано 1 січня 1890 року. Ініціатором створення був П. С. Міхно, місцеві купці, Кяхтінська інтелігенція, а також коло осіб, які перебували там у засланні. У 1890 році, після відвідування Кяхти сім'єю Потаніних, був обраний тимчасовий комітет, що зайнявся пошуком коштів на утримання музею. Тоді ж стали з'являтися перші експонати. Першим хранителем музею став П. С. Міхно.
У 1892 році на кошти Кяхтінського купця І. Д. Синіцина була знята квартира (нині вул. Леніна, будинок 25) площею 40 м² та закуплено музейне обладнання. До 1893 року фонди перевищили 2 тисячі експонатів. Купець О. Д. Старцев пожертвував музею кам'яний будинок. В цей час хранителем музею була вчителька О. М. Соколова.
У створенні музею брали участь політичні діячі у засланні: М. А. Чарушин, Попов, Моллесон, Левін. Через опір місцевої влади музей не мав затвердженого статуту і не вважався офіційною установою. Д. О. Клеменц в 1893 році прочитав у Кяхті лекцію «Про завдання місцевих музеїв» і запропонував відкрити в місті відділення Імператорського російського географічного товариства (ІРГО). 13 липня 1894 року в Кяхті було відкрито відділення товариства, і музей увійшов до нього як підрозділ ІРГО. Очолював Троїцькосавсько-Кяхтінське відділення ІРГО лікар Ю. Д. Талько-Гринцевич (в майбутньому — член-кореспондент Краківської Академії Наук і Чесько-Слов'янського наукового товариства). 1 січня 1895 року музей був відкритий для публічних відвідувань у недільні дні.
З 1894 по 1897 рік відділення ІРГО та музей проводили експедиції з вивчення південно-західного Забайкалля. Музей ставив спектаклі і концерти, проводив лекції. У формуванні колекції експонатів брали участь В. П. Обручев, Д. О. Клеменц, П. К. Козлов. Були складені колекції з ентомології, орнітології, герпетології, іхтіології, геології, археології, палеонтології і ботаніки. У Монголії були закуплені предмети буддійського культу і предмети побуту монголів.

### XX століття
Фонди музею до 1904 року збільшились до 14 тисяч одиниць. До 1911 року співробітниками музею було опубліковано 185 наукових робіт.
У період Першої світової війни наукова діяльність музею була практично згорнута. Під час Громадянської війни він взагалі майже припинив своє існування.
31 січня 1922 року уряд Далекосхідної Республіки (ДСР) прийняв постанову про передачу музею у відомство Міністерства народної освіти. Музей отримав грошове утримання, штат працівників і двоповерхову будівлю колишнього 4-класного міського училища, побудовану купцем Нерпіним в 1847 р.. Влітку 1921 року П. С. Міхно відновив наукові експедиції, і в квітні 1922 року знову став хранителем музею.
Після утворення Бурятської АРСР, з 1 жовтня 1923 року музей був переданий Бурятському Народному Комісаріату Просвіти. Станом на 1 січня 1924 року в колекції нараховувалося 19 989 експонатів. У 1923 році музей відвідало 4 190 осіб, відбулося 27 шкільних екскурсій. Колектив складався з 5 осіб, тому в листопаді 1924 року при музеї був створений учнівський краєзнавчий гурток для старшокласників. З 1927 року гурток випускав рукописний журнал «Слідопит», який пізніше став називатися «Кяхтинський краєзнавець».
Влітку 1930 року працівники музею провели дослідження Боргойського степу. Було зібрано 350 видів рослин, 32 зразки ґрунтів, 200 зразків гірських порід, близько 1000 комах, 20 змій, мохи та лишайники. У декількох кілометрах на схід від Боргойського сомона був знайдений оленів камінь.
До 1931 року колекції музею виросли до 50 тисяч одиниць зберігання.
У 1940 році на честь 50-річчя музею йому було присвоєно статус республіканського та ім'я академіка В. П. Обручева.
Після Німецько-радянської війни музей організував 10 краєзнавчих гуртків, випускав газету «За радянську науку».

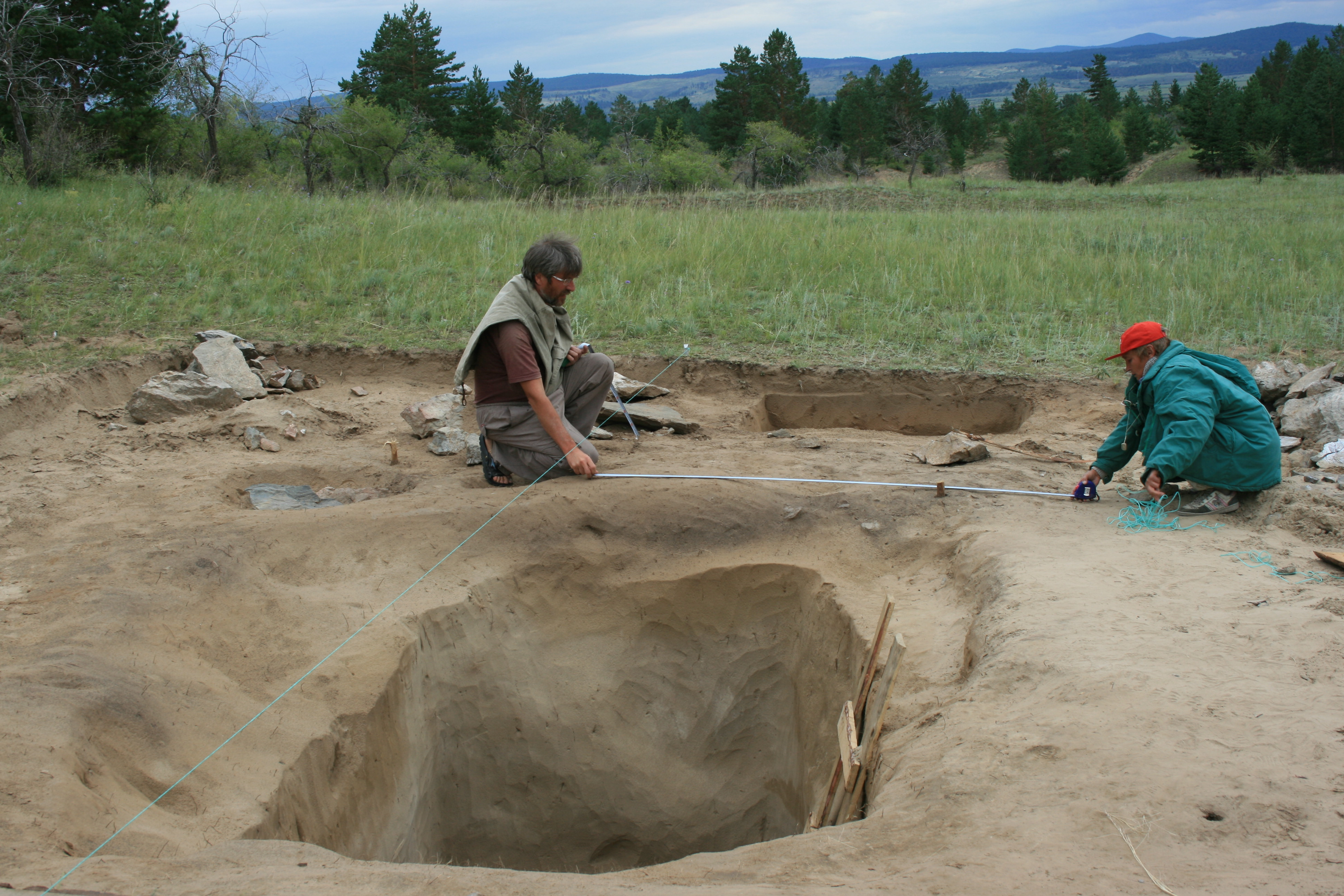
Співробітники Кяхтінського краєзнавчого музею та Державного Ермітажу на розкопках в Оргойтоні

У 1964 році співробітники брали участь у створенні краєзнавчого музею в місті Сухе-Баторі, Монголія.
У 1970-тих роках співробітники також працювали над створенням музею Монгольської народної революції в місті Алтанбулаг.
У 1975 році в Новоселенгинську була відкрита філія Кяхтінського музею — Музей декабристів.
У 1981 році з наукової бібліотеки музею було виділено фонд рідкісних книг.
У 1982 році за участю працівників музею був створений Етнографічний музей народів Забайкалля.
У 1984 році за участю Кяхтінського музею створений народний музей в селі Шарагол.
У 1980-1990-ті роки музей брав участь в археологічних дослідженнях. У 1996 році на базі Кяхтінского краєзнавчого музею був проведений Міжнародний конгрес вчених археологів.

### XXI століття
У 2004 році співробітники працювали над створенням нового музею — «Музею Російсько-Монгольської дружби».
У серпні 2009 року музеєзнавці, спільно з археологами Державного Ермітажу та Інституту історії матеріальної культури РАН, почали розкопки княжого хуннського могильника Оргойтон поблизу села Зарубіно Джидинського району.
Періодично Музей проводить Чайну церемонію — дегустацію чаю, завареного за старовинними рецептами (включає до 8 видів чаїв).

## 2015 рік
2015 рік у місті Кяхта був оголошений роком Кяхтінського краєзнавчого музею. Протягом всього року Кяхтинський краєзнавчий музей імені академіка В. П. Обручева проводив цикл заходів, присвячених святкуванню 125-річного ювілею.
Музей пропонує наступні екскурсії:
- Оглядова екскурсія Кяхтінським краєзнавчим музеєм — відвідування 14 залів з постійно діючими виставками, що розповідають про історію заснування міста Кяхта, про легендарне минуле торгової Слободи, познайомлять з найбагатшою колекцією гунського часу й ін..
- Оглядова екскурсія по місту «Кяхта історична» — відвідування Гостинного двору, будинків купців та ін..
- Екскурсія «Кяхта православна» — відвідування церкви Успіння Божої Матері, Троїцького собору, собору Воскресіння Христового.
- Екскурсія «Спадщина гунів» — відвідування гунських могильників Ільмова падь і Царам.
- «Виїзний тур» — екскурсія Улан-Уде — Кяхта.
- Екскурсійна програма «Кольоровий калейдоскоп старообрядців».
- Програма «Улан-Уде очима школяра» знайомить з історією та культурою Улан-Уде.
- Історико-релігійна екскурсійна програма «Бурятія — священний край» — відвідування святих місць, дацанів і церков: дозволяє на власні очі побачити стародавні експонати, православні і буддійські святині, дізнатися цікаві факти з минулого, а також побачити пам'ятники, присвячені великим подіям, що відбувалися в Кяхті зокрема та Бурятії загалом.
- Екскурсійна програма «Знайомство з культурою народів Бурятії» дозволяє дізнатися цікаві факти з минулого, відчути атмосферу старовинних міст, побачити стародавні експонати, православні і буддійські святині, ознайомитися з історіями заснування, архітектурою, старими назвами вулиць, з розташуванням сучасних будівель міст.

## Філії
- Меморіальний Дім-музей I з'їзду Монгольської народно-революційної партії
- Меморіальний Дім-музей «Конспіративна квартира» Сухе-Батора
- Філія Кяхтінського краєзнавчого музею в м. Улан-Уде

## Площі музею
- Експозиційно-виставкова — 1200 м²;
- Тимчасових виставок — 50 м²;
- Фондосховищ — 360 м²;
- Паркова — 8 га.

## Колекції музею
Фонди музею складаються зі 120 тисяч одиниць зберігання.
- Колекція археології хунну.
- Орнітологічна колекція.
- Ентомологічна колекція.
- Ботанічна колекція.
- Книжковий фонд. Понад 30 тисяч одиниць зберігання.
- Колекція з буддизму — бронзова скульптура, начиння.
- Нумізматична колекція.
- Декоративно-прикладне мистецтво.

### Окремі експонати
- Рукописні карти частин Китаю китайською мовою, Забайкальської області, Байкалу, карта-креслення Іркутської області, план «Верхньоудинського повіту Ботойської сінокісної луки», карта Цецен-Хановського аймака МНР монгольською мовою й інші.
- Рукопис учасника першої радянської експедиції в Монголію С. О. Кондратьєва «Гавамонгольская легенда» (1935 рік).
- «Китайська граматика, складена ченцем Іакінфом» та «Історія перших чотирьох ханів з дому Чінгісова»[6].

## Видання музею
Музей видавав книги:
- «Праці Троїцькосавсько-Кяхтінського відділення Приамурського відділу Імператорського Російського географічного товариства». 18 томів;
- «Протоколи зборів Троїцькосавсько-Кяхтінського відділення Приамурського відділу Імператорського Російського географічного товариства»;
- В. П. Обручев «Селенгинська Даурія». 1929 рік;
- «Флора Забайкалля». Спільно із Всесоюзним ботанічним товариством. 8 випусків (1-й випуск виданий в 1929 році, 2 випуск — в 1931, 3 випуск — в 1937 році, 4 випуск — в 1939 році);
- «Кяхта». Путівник — М., 1990;
- «Надзвичайна Кяхта» в 2014 році